# 872 Holda
872 Holda
872 Holda là một tiểu hành tinh ở vành đai chính. Nó được Max Wolf phát hiện ngày 21.5.1917 ở Heidelberg, và được đặt theo tên Edward Singleton Holden, nhà thiên văn học người Mỹ.